# Artëm Ašaev
Artëm Vladimirovič Ašaev (in russo Артём Владимирович Ашаев?; 5 dicembre 1988) è un pallanuotista russo, vincitore di sette campionati russi, tre Coppe di Russia e una LEN Euro Cup.
Dal 2013 milita nello Spartak Volgograd.

## Palmarès
- Campionato russo: 7

Šturm: 2006, 2008, 2009
Spartak: 2014, 2015, 2016, 2017
- Coppa di Russia maschile: 3

Šturm: 2006
Spartak: 2013, 2015
- Coppe LEN: 1

Spartak: 2014